# 범전동
범전동(凡田洞)은 부산광역시 부산진구의 법정동이다. 2014년까지는 범전동을 관할하는 행정동으로의 범전동도 존재하였으나, 2015년 1월 1일을 기해 부전제1동에 통합되어 폐지되었다.

## 주요 시설

### 관광
- 부산시민공원

### 교육
- 성지초등학교
- 부산진중학교

### 주거

#### 아파트
범전동
- 삼한종합건설 삼한골든뷰 센트럴파크 : 2019년 5월 입주.